# Ben Lomond (Australie)
Pour les articles homonymes, voir Ben Lomond (homonymie).
Ben Lomond est un village australien situé dans la zone d'administration locale de la région d'Armidale en Nouvelle-Galles du Sud.

## Géographie
Le village est situé dans la région de la Nouvelle-Angleterre à 6 km de la New England Highway et à 570 km au nord de Sydney. Établi à 1 400 m d'altitude, c'est un des villages les plus hauts et les plus froids d'Australie.
Il doit son nom au Ben Lomond écossais.

## Démographie
| 2016 | 2021 |
| ---- | ---- |
| 152  | 135  |